# Mesiotelus mauritanicus
Mesiotelus mauritanicus är en spindelart som beskrevs av Simon 1909. Mesiotelus mauritanicus ingår i släktet Mesiotelus och familjen månspindlar. Inga underarter finns listade i Catalogue of Life.